# Chumbec
Chumbec es una localidad del municipio de Sudzal en el estado de Yucatán, México.

## Toponimia
El nombre (Chumbec) proviene del idioma maya.

## Hechos históricos
- En 1932 pasa del municipio de Izamal a Sudzal.

## Demografía
Según el censo de 2005 realizado por el INEGI, la población de la localidad era de 237 habitantes, de los cuales 135 eran hombres y 102 eran mujeres.
| 150                         | 0 | 89 | 51 | 82 | 56 | 63 | 103 | 135 | 119 | 182 | 226 | 237 | 246 |
| (Fuente: INEGI [Consultar]) |   |    |    |    |    |    |     |     |     |     |     |     |     |